# بنوآ ژاریه
بنوآ ژاریه (فرانسوی: Benoît Jarrier‎؛ زادهٔ ۱ فوریهٔ ۱۹۸۹) دوچرخه‌سوار اهل فرانسه است.
از باشگاه‌هایی که در آن رکاب زده‌است می‌توان به تیم دوچرخه‌سواری فورتونئو–اسکارو اشاره کرد.